# Vlag van Alphen-Chaam

vlag van de gemeente Alphen-Chaam

De vlag van Alphen-Chaam is op 23 oktober 1997 bij raadsbesluit vastgesteld als officiële vlag van de Noord-Brabantse gemeente Alphen-Chaam. De aanleiding hiertoe was een samenvoeging uit 1997 met de gemeenten Alphen en Riel (zonder Riel, dat naar Goirle overging), Chaam en Nieuw-Ginneken. De Hoge Raad van Adel had een vlag voorgesteld, maar de gemeenteraad gaf de voorkeur aan een andere vlag. De vlag is ontworpen door Noordbrabantse Commissie voor Wapen- en Vlaggenkunde. De vlag kan als volgt worden beschreven:
Twee verticale banen in groen en wit, beide even breed, in de groene baan boven een driehoek met de punt naar boven, beide in wit, en onder een Jacobsschelp,  in de witte baan boven een kam en onder een schuinkruis, beide in groen.
De kleuren zijn afkomstig uit de vlag van Nieuw-Ginneken, de driehoek ("alp") uit de vlag van Alphen en Riel. Voor de woonkern Galder werd een schelp toegevoegd en voor Strijbeek een schuinkruis.

## Verwante afbeeldingen

Verwante wapens
Het wapen van Alphen-Chaam
Het dorpswapen van Alphen
Het dorpswapen van Chaam
Het dorpswapen van Galder (1996)
Het dorpswapen van Strijbeek (1996)

Verwante vlaggen
De vlag van Alphen en Riel
De dorpsvlag van Alphen
De dorpsvlag van Chaam
De vlag van Chaam
De vlag van Nieuw-Ginneken

Alphen-Chaam · Altena · Asten · Baarle-Nassau · Bergeijk · Bergen op Zoom · Bernheze · Best · Bladel · Boekel · Boxtel · Breda · Cranendonck · Deurne · Dongen · Drimmelen · Eersel · Eindhoven · Etten-Leur · Geertruidenberg · Geldrop-Mierlo · Gemert-Bakel · Gilze en Rijen · Goirle · Halderberge · Heeze-Leende · Helmond · 's-Hertogenbosch · Heusden · Hilvarenbeek · Laarbeek · Land van Cuijk · Loon op Zand · Maashorst · Meierijstad · Moerdijk · Nuenen, Gerwen en Nederwetten · Oirschot · Oisterwijk · Oosterhout · Oss · Reusel-De Mierden · Roosendaal · Rucphen · Sint-Michielsgestel · Someren · Son en Breugel · Steenbergen · Tilburg · Valkenswaard · Veldhoven · Vught · Waalre · Waalwijk · Woensdrecht · Zundert